# Paul Anderson (piłkarz)
Paul Anderson (ur. 23 lipca 1988 w Melton Mowbray) – angielski piłkarz. Zawodnik Ipswich Town i reprezentant angielskich młodzieżówek. Gra zarówno na prawym jak i na lewym skrzydle.
Pierwszym klubem Andersona był West Bromwich Albion. Związał się z nim jako uczeń, lecz nie zdecydowano się na podpisanie z nim zawodowego kontraktu, uważając go za zbyt słabego. Przeniósł się wówczas do klubu, w którym niegdyś grał jego ojciec, Phil Anderson. Jego występy w młodzieżowych zespołach tego klubu zaowocowały zainteresowaniem ze strony skautów Liverpoolu, a także menadżera Rafaela Beníteza.
Na początku roku 2006 zaproszono go na testy na Anfield. Po kilku bardzo dobrych występach dla drużyny rezerw zdecydowano się na transfer. Anderson trafił do Liverpoolu, a w przeciwnym kierunku poszedł dawny kapitan młodzieżówek klubu i reprezentacji Anglii U-21, John Welsh.
Pod koniec sezonu 2005–2006 z innymi młodymi zawodnikami Liverpoolu stworzył drużynę U-18, która zdobyła młodzieżowy puchar Anglii (FA Youth Cup). Pierwszy raz w meczowym składzie profesjonalnej drużyny znalazł się na początku kwietnia, w meczu rewanżowym 1/16 Ligi Mistrzów z Benficą Lizbona. Swój pierwszy mecz w dorosłej drużynie rozegrał natomiast 15 lipca 2006 w przedsezonowym meczu towarzyskim z Wrexham. Liverpool wygrał mecz 2-0 a Paul Anderson strzelił bramkę już w piątej minucie.
26 lipca 2006 przedłużył kontrakt z klubem z Anfield do 2010 roku, a w 2007 został wypożyczony do występującego w Football League One walijskiego zespołu Swansea City. W 2008 na tej samej zasadzie został graczem Nottingham Forest.
W lipcu 2009 r. za sumę 250 tys. funtów przeniósł się z angielskiego giganta Liverpool F.C. do 19. drużyny Football League Championship – Nottingham Forest. W lecie 2012 roku przeszedł na zasadzie wolnego transferu do Bristol City.